# Rebirthing
Rebirthing (também conhecido como Renascimento ou também renascimento integrativo) é um método de respiração consciente que, supostamente, seria capaz de promover um profundo auto-conhecimento e desenvolvimento através de uma integração corporal, energética, emocional e mental do praticante. Foi desenvolvida por Leonard Orr na década de 1970. Além da prática de sessões de respirações conectadas ou circulares, baseia-se também em psicologia espiritual e purificação do pensamento.
O método recebeu o nome de rebirthing/renascimento porque o ato de respirar conscientemente através da técnica promoveria a ativação psico-física, trabalhando assim desde os bloqueios mais primitivos, como por exemplo, a primeira experiência do ato de respirar, fazendo com que algumas pessoas revivenciassem o ato do seu próprio nascimento.
O método terapêutico foi duramente criticado nos Estados Unidos da América após a morte de Candace Newmaker, que foi sufocada sob o peso de 4 pessoas em uma sessão de 70 minutos da terapia.